# FK Riteriai
El FK Riteriai es un club de fútbol con sede en Vilna, Lituania. Actualmente juega en la A Lyga, la primera categoría nacional.

## Historia
Fue fundado en 2005 por el gobierno local de Trakai como FK Trakai, y en sus primeros años funcionó como un club de fútbol municipal. Partiendo desde las categorías inferiores del fútbol lituano, en 2013 consiguió el ascenso a la A lyga. En ese tiempo la entidad llegó a un acuerdo con el A.C. Milan para organizar una escuela de fútbol base en verano, cuyos beneficios han servido para desarrollar tanto la entidad como el deporte lituano.
El técnico del FK Trakai en la primera temporada profesional fue el exfutbolista Edgaras Jankauskas. El club aún no ha conquistado un título, pero sí ha cuajado buenas actuaciones a nivel doméstico: finalizó en segunda posición en las temporadas 2015 y 2016, y ha llegado a disputar dos finales de la Copa de Lituania. Mientras el primer equipo jugaba en Vilna, el fútbol base estaba asentado en Trakai.
En 2019 el equipo pasó a llamarse FK Riteriai (en español: caballeros). Su campo actual es el estadio LFF.

## Palmarés
- I Lyga: 1

2024

## Participación en competiciones europeas
| Temporada | Torneo             | Ronda             | Rival            | Casa | Fuera | Global      |
| --------- | ------------------ | ----------------- | ---------------- | ---- | ----- | ----------- |
| 2015–16   | UEFA Europa League | 1ª Clasificatoria | HB               | 3–0  | 4–1   | 7–1         |
| 2015–16   | UEFA Europa League | 2ª Clasificatoria | Apollon Limassol | 0–0  | 0–4   | 0–4         |
| 2016–17   | UEFA Europa League | 2ª Clasificatoria | Nõmme Kalju      | 2–1  | 1–4   | 3–5         |
| 2017-18   | UEFA Europa League | 1ª Clasificatoria | St. Johnstone    | 1-0  | 2-1   | 3-1         |
| 2017-18   | UEFA Europa League | 2ª Clasificatoria | IFK Norrköping   | 2–1  | 1–2   | 3–3 (5:3 p) |
| 2017-18   | UEFA Europa League | 3ª Clasificatoria | Shkëndija        | 2–1  | 0–3   | 2–4         |
| 2018-19   | UEFA Europa League | Ronda preliminar  | Cefn Druids      | 1–0  | 1–1   | 2–1         |
| 2018-19   | UEFA Europa League | 1ª Clasificatoria | Irtysh Pavlodar  | 0–0  | 1–0   | 1–0         |
| 2018-19   | UEFA Europa League | 2ª Clasificatoria | Partizán         | 1–1  | 0–1   | 1–2         |
| 2019-20   | UEFA Europa League | 1ª Clasificatoria | KÍ               | 1–1  | 0–0   | 1–1 (v.)    |
| 2020-21   | UEFA Europa League | 1ª Clasificatoria | Derry City       | 3–2  | –     | 3–2 (t.s.)  |
| 2020-21   | UEFA Europa League | 2ª Clasificatoria | Slovan Liberec   | 1–5  | –     | 1–5         |